# Rednitz
El Rednitz (en llatí Radanlia) és un riu de Francònia, Alemanya, tributari del Regnitz de la conca del Rin.
El Rednitz neix a la confluència dels rius Fränkische Rezat i Schwäbische Rezat, a Georgensgmünd (districte de Roth). El Rednitz flueix cap al nord per Roth bei Nürnberg, Schwabach i les planes del sud-oest de Nuremberg. El Rednitz s'uneix al Pegnitz per a formar el Regnitz a Fürth.
El 793, Carlemany havia volgut unir el Rednitz a l'Altmühl, afluent del Danubi, amb la finalitat de fer comunicar el Rhin amb el Danubi. Aquest projecte ha estat executat el segle xx.